# 各年のスイスの一覧

スイスの国旗

各年のスイスの一覧（かくねんのスイスのいちらん）は、スイスの各年ごとの記事の一覧。この一覧ではスイスの各年ごとの記事の他、各世紀と各年代、スイスの各分野における各年ごとの記事についても取り扱う。

## 一覧

### 19世紀
- 1840年代
  - 1848年のスイス（英語版） 1849年のスイス（英語版）
- 1850年代
  - 1850年のスイス（英語版） 1851年のスイス（英語版） 1852年のスイス（英語版） 1853年のスイス（英語版） 1854年のスイス（英語版）
  - 1855年のスイス（英語版） 1856年のスイス（英語版） 1857年のスイス（英語版）
- 1890年代
  - 1899年のスイス（英語版）

### 20世紀
- 1920年代
  - 1929年のスイス（英語版）
- 1930年代
  - 1930年のスイス（英語版） 1931年のスイス（英語版） 1932年のスイス（英語版） 1933年のスイス（英語版） 1934年のスイス（英語版）
  - 1935年のスイス（英語版） 1936年のスイス（英語版） 1937年のスイス（英語版）
- 1980年代
  - 1987年のスイス（英語版） 1988年のスイス（英語版） 1989年のスイス（英語版）
- 1990年代
  - 1990年のスイス（英語版） 1991年のスイス（英語版） 1992年のスイス（英語版） 1993年のスイス（英語版） 1994年のスイス（英語版）

### 21世紀
- 2000年代
  - 2004年のスイス（英語版） 2005年のスイス（英語版）
- 2010年代
  - 2011年のスイス（英語版） 2012年のスイス（英語版） 2013年のスイス（英語版） 2014年のスイス（英語版）
  - 2015年のスイス（英語版） 2016年のスイス（英語版） 2017年のスイス（英語版） 2018年のスイス（英語版） 2019年のスイス（英語版）
- 2020年代
  - 2020年のスイス（英語版）